# Kolonisation (Finland)

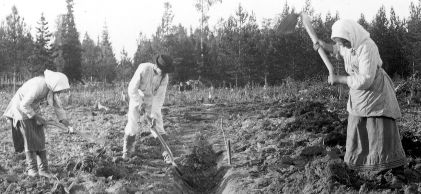
Finländska torpare.

Kolonisation är en term som haft skiftande betydelse i Finland. Vanligen syftar begreppet på den nyodlingsverksamhet som har bedrivits sedan medeltiden, men under 1900-talet avsågs även åtgärder som gick ut på att förändra jordägoförhållandena i avsikt att skaffa jord åt obesuttna. 
Efter den svenska kolonisationen av kustområdena i söder och väster uppmuntrades nybyggarverksamheten målmedvetet av den svenska kronan, som därigenom fick skatteinkomster och kunde göra anspråk på besittning av de områden där bebyggelse uppkommit. Den stationära bosättningen i inlandet nådde under medeltiden dock inte norr om linjen Ikalis-Tammerfors-Nyslott. Utanför detta område strövade samer, och där låg jakt- och fiskemarker som nyttjades och ägdes av bondebefolkningen i jordbruksbygden. Dessa obebodda erämarker upptog hela det inre av mellersta och norra Finland. 
Under Gustav Vasas tid skedde en förändring: nu tillsades erämarklotternas ägare att uppodla dem, i annat fall skulle de ges åt andra, som lockades med långvarig skattefrihet och kronans beskydd. En insats i detta sammanhang gjordes av Gustaf Fincke. Viktigare var måhända befolkningsexplosionen i det savolaxiska kärnområdet, som sände en ström av nybyggare norrut. Norra Tavastland, norra Savolax och området kring Ule träsk koloniserades främst av svedjande savolaxare, medan tavasterna var mera stationära. Kolonisationen fortsatte på 1600-talet och nådde småningom Lappland. Nyodlingsverksamhet i mindre skala förekom även senare, bland annat på de vidsträckta skogsmarker som staten fick genom storskiftet i norra och mellersta Finland. 
Sedan landet blivit självständigt röjdes omkring 1 miljon hektar åker med stöd av stadgandena i sammanlagt nio så kallade kolonisationslagar, av vilka den kort efter finska inbördeskriget 1918 stiftade torparlagen var den första. År 1922 antogs lagen om kolonisation av statens skogsmarker och den så kallade Lex Kallio (se Kyösti Kallio). Dessa lagar syftade i motsats till torparlagen inte i första hand till att ändra jordägoförhållandena, utan till att bilda helt nya hemman på nyröjd mark. 
Nyodlingsverksamheten ledde till att Finlands åkerareal under 1920- och 1930-talen ökades med 30%, men på grund av landavträdelserna i samband med krigen 1939–1944 gick omkring 12% av åkerarealen åter förlorad, och ny mark måste anvisas 220 000 personer tillhörande den från det avträdda Karelen förflyttade befolkningen. Denna förlust hade redan i mitten av 1950-talet kompenserats genom en målmedveten nyodling, som avmattades först i slutet av 1960-talet genom införandet av den så kallade åkerreserveringen; åren 1945–1969 röjdes sammanlagt omkring 350 000 hektar ny åker. 
Kolonisationen efter andra världskriget tjänade främst sociala och politiska syften, i motsats till 1920- och 1930-talens kolonisation, som hade vägletts av en lantbruksoptimism, av en tro på att detta var den nationalekonomiskt riktiga vägen. Jordägoförhållandena i Finland utvecklades följaktligen i en annan riktning än i övriga OECD-länder: antalet småbruk ökade ännu på 1950-talet. Detta uppvägdes dock av kolonisationens betydelse för samhällsstabiliteten. Ett kolonisationsmuseum finns i Lapinlax.